# نمایش قدرت

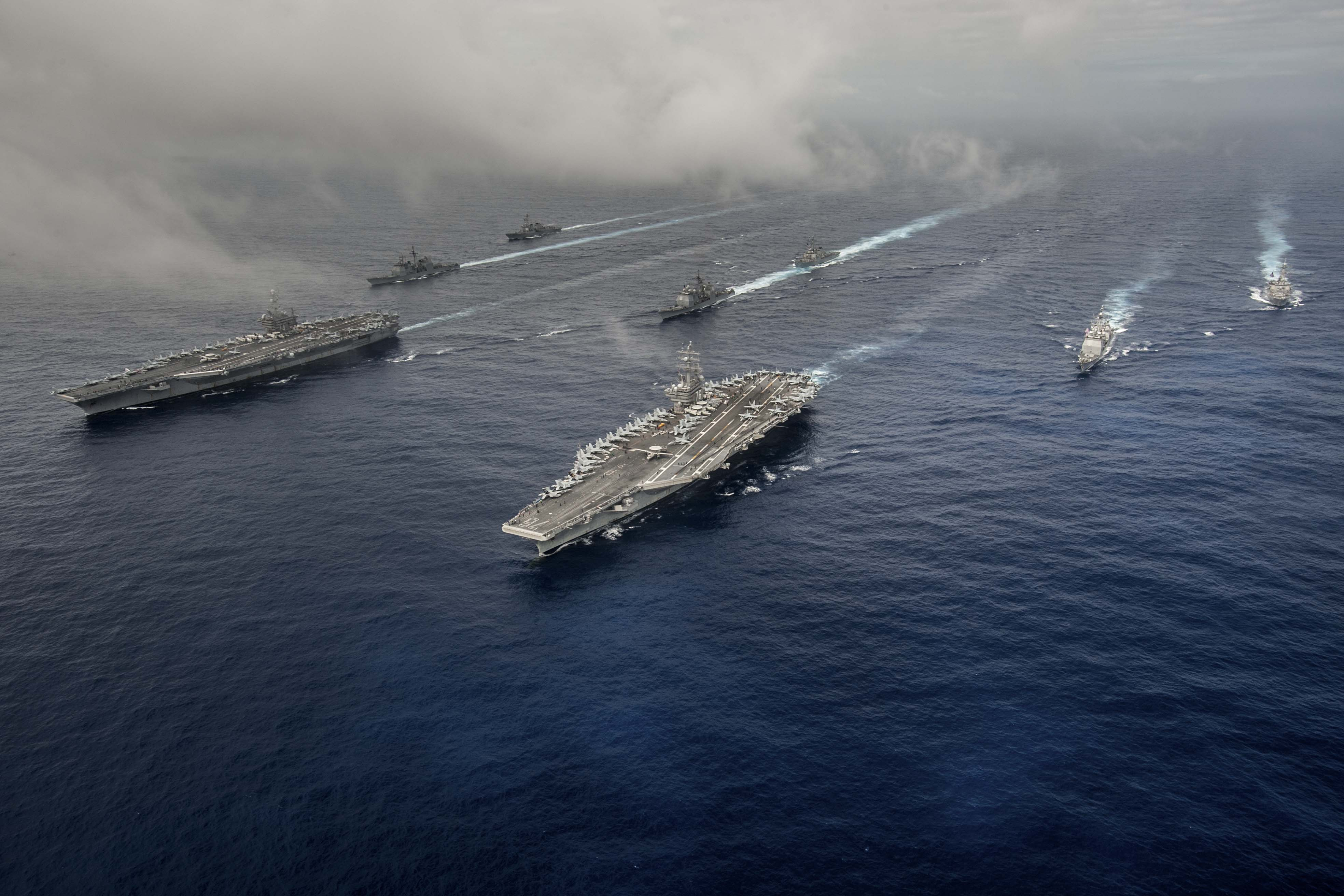
نمایی از یک‌نوع نمایش قدرت توسط ارتش ایالات متحده آمریکا. (در عکس، ناوهای هواپیمابر USS John C. Stennis (CVN 74) و USS Ronald Reagan (CVN 76)، عملیات گروهِ ضربتیِ ناوهواپیمابر دوگانه را انجام‌می‌دهند و حضور خود را در هند - آسیا - اقیانوس آرام، به‌نمایش می‌گذارند.) - ۲۰۰۷

نمایش قدرت، عملیاتی نظامی است که با هدف هشدار دادن (مانند شلیک اخطار) یا ایجاد ترس و وحشت در مقابل حریف با نشان دادن توانایی یا اراده برای اقدام در صورت تحریک انجام می‌شود. نمایش قدرت ممکن است توسط نیروهای پلیس و سایر گروه‌های مسلح و غیرنظامی نیز اجرا شود.

## پردازه
نمایش‌های نیرو در طول تاریخ بیشتر توسط یک بازیگر نظامی انجام شده‌است که تمایلی به درگیری‌های همه‌جانبه ندارد، اما ترس از «از دست دادن چهره» (ضعیف نشان دادن) دارد. با انجام یک تحریک دقیق محاسبه شده، باید به حریف نشان داده شود که برخورد خشونت‌آمیز همچنان یک گزینه است و هیچ عقب‌نشینی از این اصل که نمایش قدرت برای دفاع است، نخواهد بود.
نمایش قدرت ممکن است عملیات نظامی واقعی باشد، اما در زمان صلح رسمی، ممکن است به رزمایش نیز محدود شود.
نمایش قدرت در مقیاس کوچکتر نیز کار می‌کند: نیروهای نظامی در سطح تاکتیکی با استفاده از حملات ساختگی برای جلوگیری از مخالفان احتمالی، به ویژه هنگامی که حمله واقعی به دشمنان مشکوک (اما تأیید نشده) ممکن است به غیرنظامیان آسیب برساند. به عنوان نمونه، بسیاری از هوا «حملات» در طول عملیات آزادی پایدار و عملیات آزادی عراق.

## نمونه‌های قابل توجه
- عملیات مشترک اروند، این عملیات در آوریل ۱۹۶۹ توسط ارتش شاهنشاهی ایران به دنبال ادعای عراق مبنی بر حق حاکمیت بر اروند رود و تهدید برای جلوگیری از عبور کشتی‌ها مگر اینکه آنها پرچم عراق را برافرازند بود که در آوریل ۱۹۶۹ رخ داد.
- سومین بحران تنگه تایوان، اثر مجموعه ای از آزمایش‌های موشکی بود که توسط جمهوری خلق چین در آبهای اطراف تایوان از جمله تنگه تایوان از ۲۱ ژوئیه ۱۹۹۵ تا ۲۳ مارس ۱۹۹۶ انجام شد. ادعا می‌شود که نخستین مجموعه موشک‌های شلیک شده در اواسط تا اواخر سال ۱۹۹۵ برای ارسال سیگنالی قوی به دولت جمهوری چین تحت رهبری لی تنگ هوی بود که به نظر می‌رسید سیاست خارجی چین را از سیاست یک چین دور می‌کند. مجموعه دوم این موشکها در اوایل سال ۱۹۹۶ شلیک شد که گویا قصد داشتند مربیان تایوان را در آستانه انتخابات ریاست جمهوری ۱۹۹۶ بترسانند.
- عملیات بازیابی مردم‌سالاری در گامبیا برای برکناری رئیس‌جمهور سابق یحیی جامع. جت‌های نیجریه ای بر فراز بانجول پرواز کردند و نیروهای جامعه اقتصادی کشورهای غرب آفریقا برای جلوگیری از مقاومت در برابر ارتش کوچکتر گامبیا، مرزهای گامبیا را محاصره کردند.